# 圣安德肋圣殿

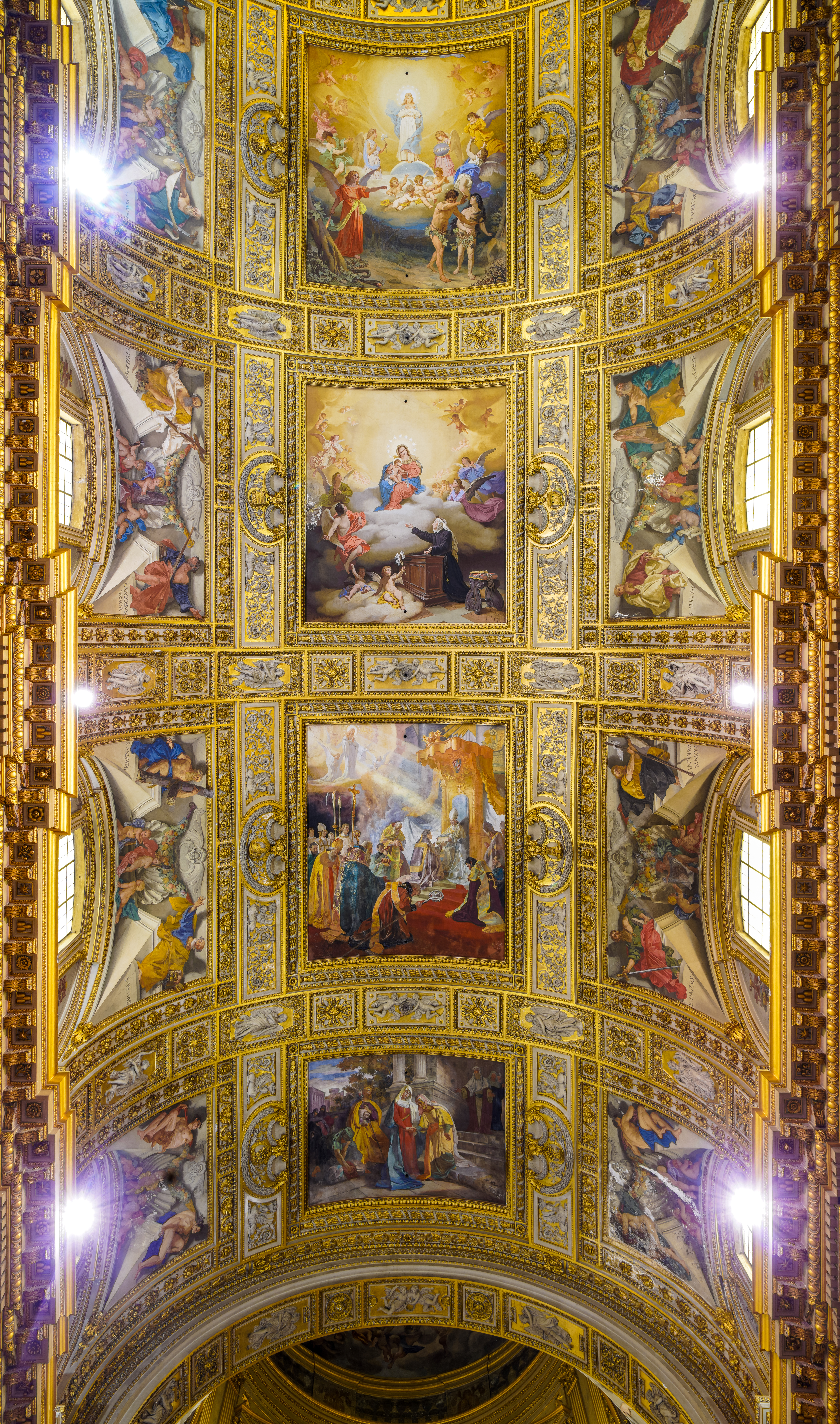
天花板

圣安德肋圣殿（義大利語：Basilica di Sant'Andrea della Valle）是意大利罗马的一座宗座圣殿，也是戴蒂尼会的总會。同時也作為一間領銜聖堂以供司鐸級樞機擔任其名義上的主持神父。 
庇护二世家族的后裔，阿马尔菲公爵夫人，将她在罗马中心的府邸和毗邻的圣塞巴斯弟盎聖堂给神職界修會 (戴蒂尼会)，新建一座聖堂，供奉阿马尔菲的的主保圣人圣安德肋。1590年左右开工，得到杰苏阿尔多枢机的资助。杰苏阿尔多枢机去世前，西斯都五世的侄子蒙塔尔托枢机成为新赞助人。1608年，重新启动一个更宏伟的计划，到1650年完成聖堂的内部结构。

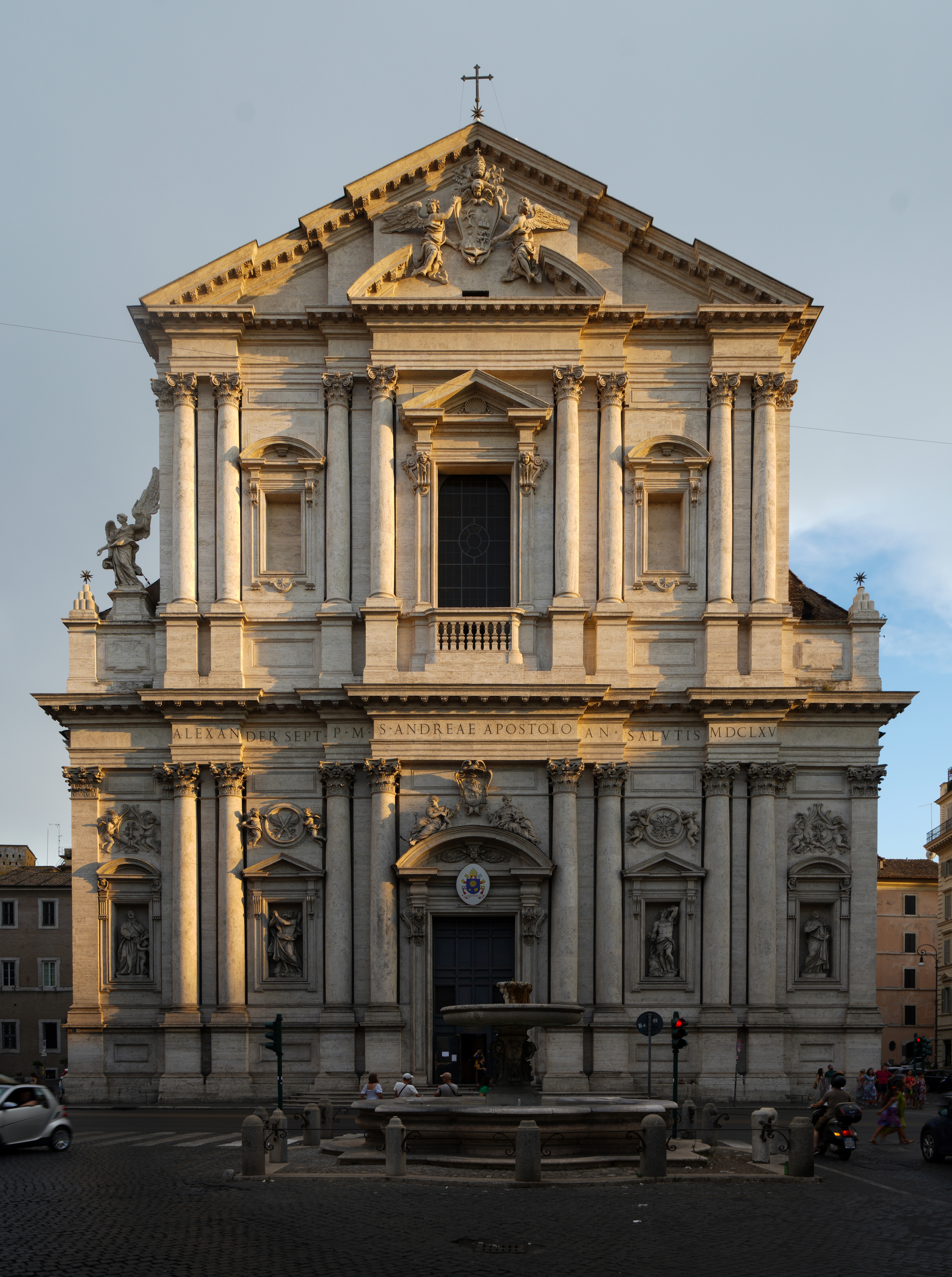
巴洛克立面
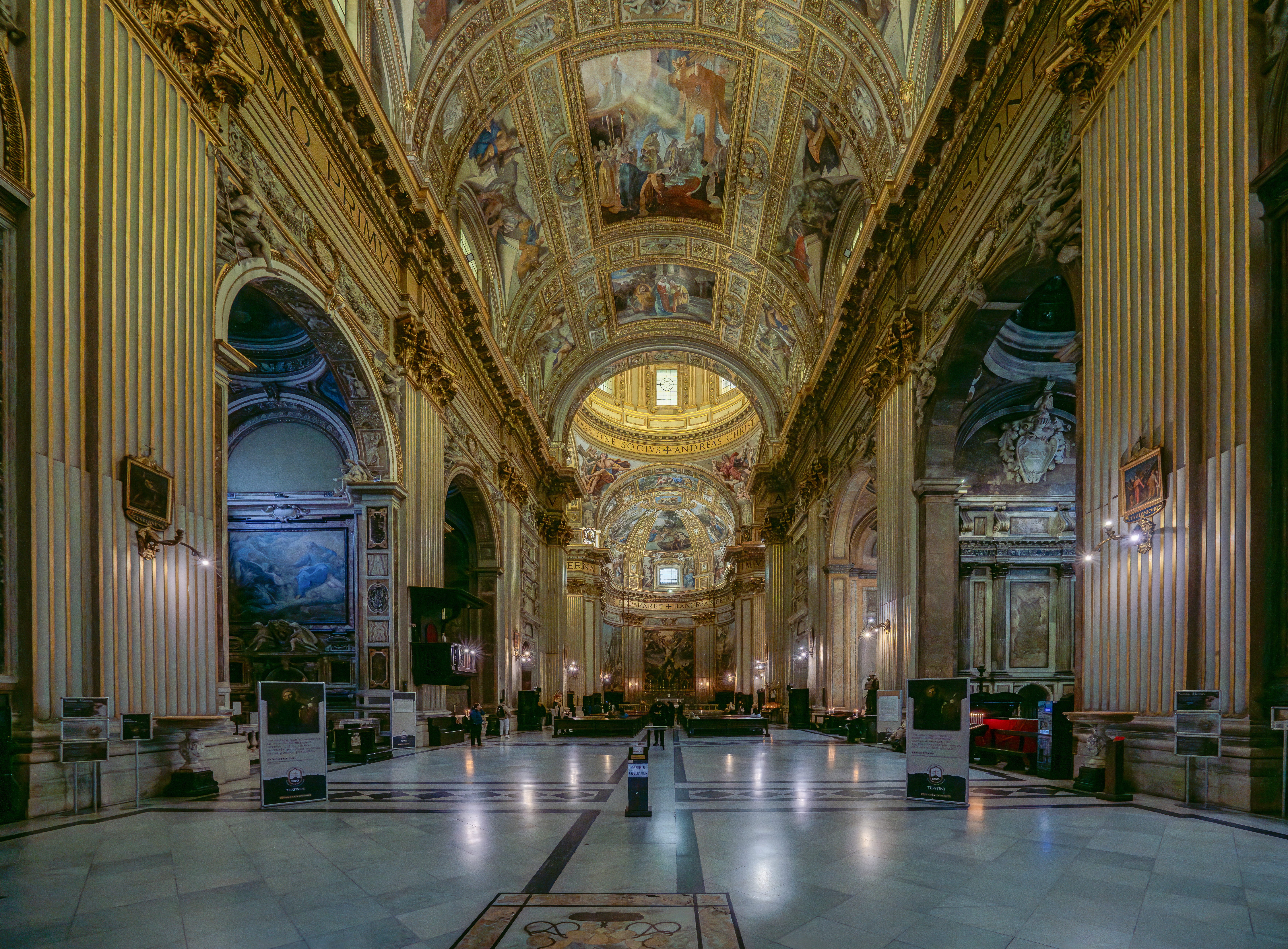
内部
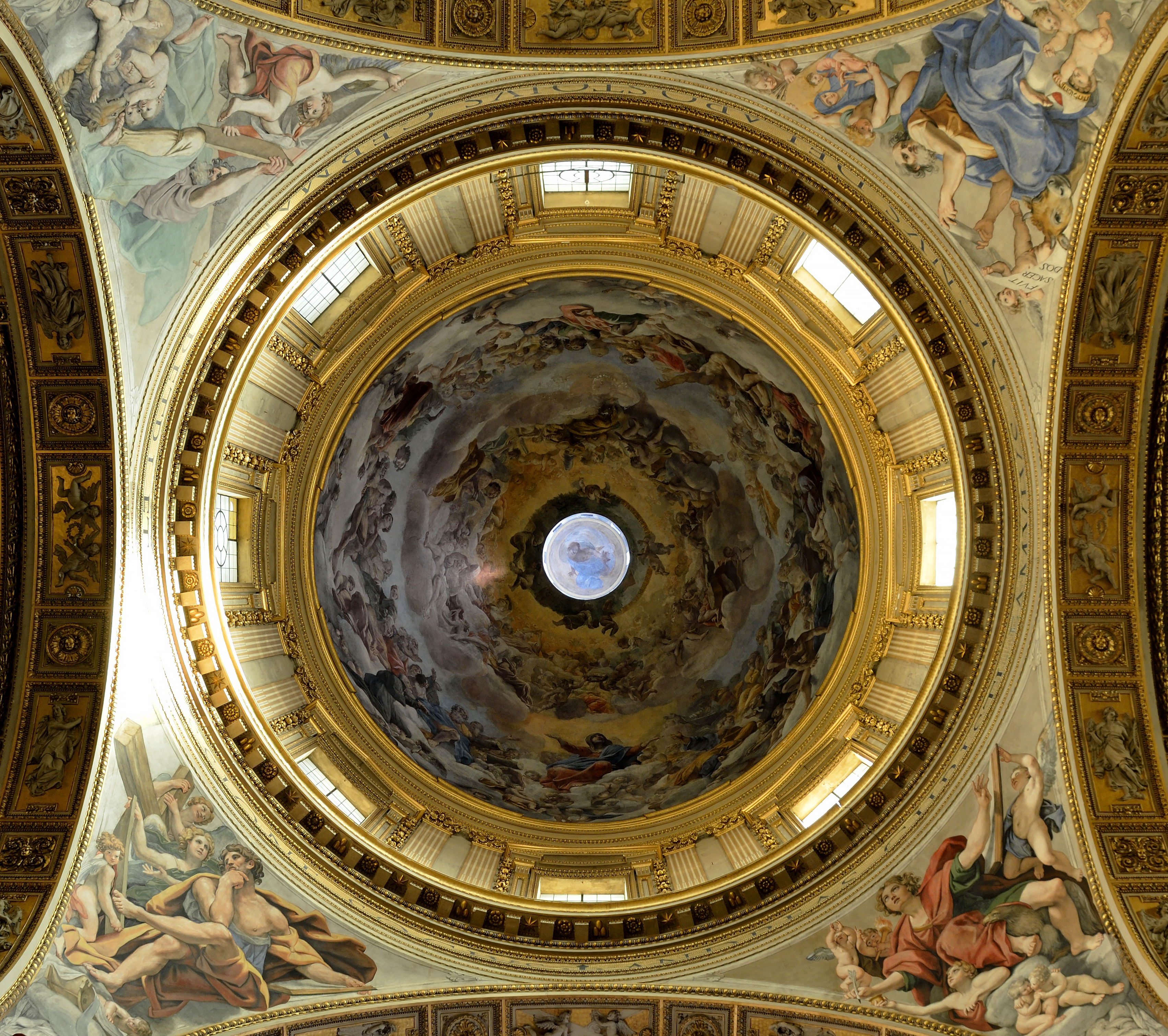
天窗